# ジョサイア・チュグワネ
ジョサイア・チュグワネ（Josia Thugwane、1971年4月15日 - ）は南アフリカ共和国の男子陸上長距離（マラソン）選手である。身長158cm、体重45kg（1996年8月当時）。

## 略歴
もともとはサッカー選手であったがマラソン選手に転向した。アトランタオリンピック前の職業は鉱山宿舎の警備員であったという。1995年の世界ハーフマラソンでは5位に入り、ホノルルマラソンでは2時間16分8秒で優勝を果たした。1996年3月には南アフリカ共和国内の治安の悪さからカージャックに遭い、背中に銃を突きつけられさらには逃げる際に顎を銃弾がかすめるなど九死に一生を得ている。
そして1996年8月のアトランタオリンピック男子マラソンに出場、戦前は注目を集める選手ではなかったが2時間12分36秒のタイムで優勝しゴールドメダリストの栄誉に輝いた。レースでは30キロ過ぎからペースを上げ李鳳柱・エリック・ワイナイナと先頭集団を形成したが、スタジアム手前でチュグワネがスパートし李に3秒差の大接戦で栄光のゴールテープを切った。
また、これはアパルトヘイトの歴史を持つ南アフリカ共和国における、黒人初の金メダリストとなる快挙であり、われわれ黒人も国際社会で自由に走れるように。それが何よりうれしい、とのコメントを残した。
しかし、1996年9月3日付けの南アフリカ・スター紙によると、「アトランタ五輪男子マラソン優勝のジョサイア・チュグワネ選手（南アフリカ）が、五輪金メダルで得た富の代償として家族を含めた生命の危険から、病気になっている」と報じられた。上記のようにオリンピック以前から強盗に遭うなど活躍を重ねるごとに皮肉にも生命の危機にさらされるようになった。
その後は、1997年ロンドンマラソンで2時間8分06秒のタイムで3位（優勝はポルトガルのアントニオ・ピントで2時間7分55秒）に入るなど主要なレースに出場した。日本のマラソン大会にも数度にわたり出場している。1997年の福岡国際マラソンでは雨の降る天候の中30キロ地点過ぎからスパートし、当時世界歴代10位となる2時間7分28秒のタイムで優勝した。チュグワネが記録したこの時のタイムはマラソン自己ベストであり、また日本国内で2時間8分の壁を初めて越えるものとなった。また、前年1996年の同国際マラソンでは29キロ手前で棄権している。2002年の長野マラソンにも来日し2時間13分23秒のタイムで優勝、翌2003年にも同マラソンに出場し2位に入った（優勝はワイナイナ）。
2000年に出場したシドニーオリンピックではチュグワネは2時間16分59秒の20位に終わった（優勝はエチオピアのゲザハン・アベラで2時間10分11秒）。

## 現役時代　マラソン全成績
| #  | 年月日         | 大会                               | 順位 | 記録          | 備考               |
| -- | -------------- | ---------------------------------- | ---- | ------------- | ------------------ |
| 1  | 1990年4月12日  | ウィトバンク                       | 2位  | 2時間22分24秒 |                    |
| 2  | 1991年2月2日   | ネルスプルート                     | 優勝 | 2時間18分00秒 |                    |
| 3  | 1991年4月6日   | ゴドゥワナ                         | 優勝 | 2時間13分48秒 |                    |
| 4  | 1991年7月20日  | ダーバン                           | 6位  | 2時間14分00秒 |                    |
| 5  | 1992年3月28日  | ケープタウン                       | 4位  | 2時間13分36秒 |                    |
| 6  | 1992年4月4日   | ゴドゥワナ                         | 優勝 | 2時間17分42秒 |                    |
| 7  | 1993年1月5日   | ティベリアス                       | 3位  | 2時間18分42秒 |                    |
| 8  | 1993年3月20日  | 南アフリカ選手権・ケープタウン大会 | 優勝 | 2時間14分25秒 |                    |
| 9  | 1993年11月13日 | プレトリア                         | 優勝 | 2時間15分57秒 |                    |
| 10 | 1993年12月12日 | ホノルルマラソン                   | 13位 | 2時間29分16秒 |                    |
| 11 | 1994年3月20日  | 慶州                               | 28位 | 2時間24分52秒 |                    |
| 12 | 1994年10月30日 | シカゴマラソン                     | DNF  | 途中棄権      |                    |
| 13 | 1994年12月4日  | ソウェト                           | 5位  | 2時間22分26秒 |                    |
| 14 | 1995年4月1日   | ゴドゥワナ                         | 優勝 | 2時間18分47秒 |                    |
| 15 | 1995年10月14日 | ブレダスドルプ                     | 優勝 | 2時間26分39秒 |                    |
| 16 | 1995年11月12日 | ニューヨークシティマラソン         | DNF  | 途中棄権      |                    |
| 17 | 1995年12月10日 | ホノルルマラソン                   | 優勝 | 2時間16分08秒 |                    |
| 18 | 1996年2月25日  | 南アフリカ選手権・ケープタウン大会 | 優勝 | 2時間11分46秒 |                    |
| 19 | 1996年8月4日   | アトランタオリンピック             | 優勝 | 2時間12分36秒 | 金メダル獲得       |
| 20 | 1996年12月1日  | 福岡国際マラソン                   | DNF  | 途中棄権      |                    |
| 21 | 1997年4月13日  | ロンドンマラソン                   | 3位  | 2時間08分06秒 |                    |
| 22 | 1997年12月7日  | 福岡国際マラソン                   | 優勝 | 2時間07分28秒 | 生涯自己ベスト記録 |
| 23 | 1998年4月26日  | ロンドンマラソン                   | DNF  | 途中棄権      |                    |
| 24 | 1998年11月1日  | ニューヨークシティマラソン         | DNF  | 途中棄権      |                    |
| 25 | 1999年4月18日  | ロンドンマラソン                   | DNF  | 途中棄権      |                    |
| 26 | 1999年12月5日  | 福岡国際マラソン                   | 26位 | 2時間17分01秒 |                    |
| 27 | 2000年4月16日  | ロンドンマラソン                   | 8位  | 2時間10分29秒 |                    |
| 28 | 2000年10月1日  | シドニーオリンピック               | 20位 | 2時間16分59秒 |                    |
| 29 | 2000年11月5日  | ニューヨークシティマラソン         | 6位  | 2時間15分25秒 |                    |
| 30 | 2001年3月18日  | ソウル国際マラソン                 | 2位  | 2時間11分52秒 |                    |
| 31 | 2001年8月3日   | 世界陸上エドモントン大会           | DNF  | 途中棄権      |                    |
| 32 | 2001年12月9日  | ホノルルマラソン                   | DNF  | 途中棄権      |                    |
| 33 | 2002年4月14日  | 長野マラソン                       | 優勝 | 2時間13分23秒 |                    |
| 34 | 2002年11月3日  | ソウル国際マラソン                 | 7位  | 2時間10分05秒 |                    |
| 35 | 2003年4月13日  | 長野マラソン                       | 2位  | 2時間14分18秒 |                    |
| 36 | 2003年8月29日  | 世界陸上サン=ドニ大会              | DNF  | 途中棄権      |                    |
| 37 | 2003年11月2日  | ソウェト                           | DNF  | 途中棄権      |                    |
| 38 | 2004年11月28日 | ミラノ                             | DNF  | 途中棄権      |                    |
| 39 | 2005年5月22日  | ウィーン                           | DNF  | 途中棄権      |                    |
| 40 | 2005年12月11日 | ホノルルマラソン                   | DNF  | 途中棄権      |                    |
| 41 | 2006年9月17日  | ワルシャワ                         | 4位  | 2時間17分11秒 |                    |